# Eriborus arisanus
Eriborus arisanus är en stekelart som först beskrevs av Jinhaku Sonan 1936.  Eriborus arisanus ingår i släktet Eriborus och familjen brokparasitsteklar. Inga underarter finns listade i Catalogue of Life.